# Civitanova Marche
Civitanova Marche là một đô thị ở tỉnh Macerata ở vùng Marche, có vị trí cách khoảng 40 km về phía đông nam của Ancona và khoảng 25 km về phía đông của Macerata.
Civitanova Marche giáp các đô thị: Montecosaro, Porto Sant'Elpidio, Potenza Picena, Sant'Elpidio a Mare.
Civitanova có lẽ đã được bộ lạc Ý Piceni thành lập tại cửa sông Chienti vào khoảng thế kỷ 8 trước Công nguyên với tên gọi Cluana. Người La Mã đã chiếm khu vực này năm 268 trước Công nguyên và lập khu định cư mới vào năm 50 với tên gọi Cluentis Vicus (frazione Civitanova Alta ngày nay trên một ngọn đồi gần biển. 

## Đô thị kết nghĩa
- Esine, Italia
- Šibenik, Croatia
- San Martin, Argentina
- Skawina, Ban Lan